# Heinkel He 119
L'Heinkel He 119 era un monomotore monoplano ad ala bassa sviluppato dall'azienda tedesca Ernst Heinkel Flugzeugwerke AG nei tardi anni trenta e rimasto allo stadio di prototipo.
Ideato su iniziativa personale di Ernst Heinkel per testare le soluzioni estreme proposte dai fratelli Siegfried e Walter Günter, non riuscì a superare le diffidenze espresse dal Reichsluftfahrtministerium (RLM), il ministero che nella Germania del periodo accentrò l'intera gestione dell'aviazione nazionale; di conseguenza il suo sviluppo venne interrotto.

## Storia del progetto

Profili a colori delle versioni terrestre ed idrovolante.

Circa alla metà degli anni trenta i fratelli Günter, che all'epoca furono responsabili di alcuni dei progetti sviluppati dalla Heinkel Flugzeugwerke, proposero ad Ernst Heinkel un disegno tecnicamente molto avanzato che aveva come scopo di ottimizzare la penetrazione aerodinamica del velivolo al massimo delle possibilità tecnologiche dell'azienda. Il progetto, identificato dall'azienda come Projektbezeichnung P. 1055, era un monomotore monoplano caratterizzato da una cellula estremamente profilata costituita da una fusoliera priva di parti sporgenti abbinata a un'ala a gabbiano rovesciato. Questo era reso possibile dall'installazione dell'unità motrice dietro alla cabina di pilotaggio ricavata nel naso completamente vetrato e collegato all'elica, collocata all'estremità anteriore, tramite un lungo albero di trasmissione ai lati del quale erano posizionati i due posti per l'equipaggio. Inoltre la fusoliera, monoscocca, di sezione ellittica che si restringeva verso la coda in sezione circolare e di costruzione interamente metallica, era ricoperta da pannelli metallici a rivestimento lavorante riducendo la necessità di rivettature sporgenti che contribuivano renderne la superficie più liscia possibile.
Benché già queste caratteristiche consentissero potenzialmente velocità massime molto elevate venne avviato un accordo con la Daimler-Benz per lo sviluppo di un supermotore basato sull'accoppiamento di due Daimler-Benz DB 601 ed in grado di esprimere una potenza tale da permettere al modello di puntare al record mondiale di velocità. Sempre nell'ambito della ricerca estrema nel campo aerodinamico venne studiato un impianto di raffreddamento ad evaporazione che prevedeva l'invio, tramite apposite canalizzazioni, del vapore prodotto alle ali che, raffreddate durante il volo, avrebbero ricondensato il vapore in liquido raffreddato da inviare al motore tramite pompe.
La costruzione del primo prototipo, che secondo il sistema di designazione RLM venne indicato come He 119 V1 (V da Versuch, sperimentale, in lingua tedesca) coincise con il programma di sviluppo del nuovo motore Daimler-Benz DB 606 destinato ad essere accoppiato con un'elica quadripala di grande diametro. L'He 119 V1 venne portato in volo per la prima volta nell'estate del 1937 dimostrando la bontà complessiva del progetto pur manifestando alcuni inconvenienti; inoltre, benché le prestazioni previste in velocità massima fossero ampiamente rispettate, l'RLM si dichiarò non interessato ad un velivolo privo di armamento. La soluzione dell'impianto di raffreddamento ad evaporazione presentava dei limiti nelle fasi che precedevano il decollo e quelli susseguenti all'atterraggio con l'innalzamento delle temperature d'esercizio del motore a livelli preoccupanti, problema ovviato dal secondo prototipo, il He 119 V2, equipaggiando il modello con un radiatore semiretrattile, mentre per l'armamento venne ideata una soluzione che cercava di preservare l'aerodinamicità della fusoliera, una coppia di mitragliatrici MG 15 montate su supporto brandeggiabile e scorrevole sui fianchi del velivolo ma che venivano ritratte quando non in uso richiudendo gli spazi con pannelli scorrevoli.

## Utilizzatori
Germania
- Luftwaffe